# John R. Sinnock
John Ray Sinnock (8 juillet 1888 - 14 mai 1947) est le huitième graveur en chef de la Monnaie des États-Unis de 1925 à 1947. 

## Biographie
Sinnock naît  le (8 juillet 1888 à Raton, au Nouveau-Mexique, et étudie à la Pennsylvania Museum and School of Industrial Art. Il remporte le prix A.W. Mifflin pour ses études à l'étranger. Sa confidente de longue date est Margaret Campbell, qui hérite d'une grande partie de ses œuvres d'art ainsi que de sa collection personnelle de documents relatifs au développement de la pièce de 10 cents Roosevelt.
Pendant dix ans, Sinnock enseigne l'art à son alma mater et à l'université Case Western Reserve. En 1917, il est nommé assistant graveur et médailleur à la Monnaie de Philadelphie, avant d'en devenir le graveur en chef en 1925.
Sinnock conçoit la pièce de 10 cents Roosevelt (en) et le demi-dollar Franklin, entre autres pièces de monnaie américaines. Ses initiales figurent à la base des bustes de Roosevelt et de Franklin. Il sculpte également, sans la concevoir, la deuxième (et actuelle) forme de la Distinguished Service Cross, la Purple Heart Medal, la Yangtze Service Medal, ainsi que diverses autres médailles et pièces commémoratives.

## Controverses
Lors de la première frappe de la pièce de 10 cents Roosevelt en 1946, une fausse légende est apparue aux États-Unis selon laquelle les lettres « JS » ne signifiaient pas John Sinnock, mais Joseph Staline. Cette histoire populaire coïncide avec la deuxième peur rouge. La rumeur refait surface après la sortie du demi-dollar Franklin dessiné par Sinnock en 1948.
Une autre controverse entoure la pièce de 10 cents Roosevelt après sa sortie publique : Sinnock aurait copié ou emprunté le dessin du profil du président à un bas-relief en bronze créé par la sculptrice Selma Burke pour l'avers de la pièce de 10 cents. Sinnock nie cette allégation et déclare que le portrait du président à l'avers est un composite de deux études qu'il réalise d'après nature en 1933 et 1934. Sinnock déclare qu'il a également consulté des photographies de Roosevelt et qu'il a bénéficié des conseils et des critiques de deux éminents sculpteurs spécialisés dans le travail en relief,.